# Глубинная белокровка
Глубинная белокровка (лат. Chionobathyscus dewitti) — морская автохтонная антарктическая придонная рыба семейства белокровковых, или белокровных (Channichthyidae) отряда окунеобразных (Perciformes). Единственный вид рода Chionobathyscus. Впервые была описана в 1978 году российскими ихтиологами А. П. Андрияшевым и А. В. Нееловым по трём взрослым экземплярам с подводного хребта Гуннерус в море Рисер-Ларсена. Латинское название виду было дано в честь известного американского ихтиолога Хью Х. ДеВитта (англ. Hugh H. DeWitt), внёсшего большой вклад в изучение рыб Антарктики. Русское название связано с большой глубиной обитания вида — наибольшей среди всех белокровковых рыб.
Средняя по размеру рыба, общая длина которой не превышает 50 см. Глубоководный эндемичный циркумполярно-антарктический вид. Молодь глубинной белокровки известна с глубоководной части шельфа окраинных морей Антарктиды, а взрослые рыбы обитают на батиальном склоне на глубинах до 2000 м. Согласно схеме зоогеографического районирования по донным рыбам Антарктики, предложенной А. П. Андрияшевым и А. В. Нееловым, указанный выше район находится в границах гляциальной подобласти Антарктической области.
Глубинной белокровке, как и всем прочим белокровковым рыбам, свойственно отсутствие чешуи на теле и обладание уникальным явлением среди всех позвоночных, присущим только 25 видам рыб этого семейства — наличием «белой» крови, представляющей собой слегка желтоватую плазму, лишённую эритроцитов и гемоглобина. Подобное явление объясняется адаптацией предковых форм белокровковых рыб к суровым условиям Антарктики и отрицательной температуре воды в Южном океане, близкой к точке замерзания.
Глубинная белокровка нередко встречается в качестве прилова при глубоководном промысле антарктического клыкача донным ярусом.

## Характеристика глубинной белокровки
В первом спинном плавнике 5—6 гибких колючих лучей, во втором спинном плавнике 39—42 членистых лучей, в анальном плавнике 33—35 членистых луча, в грудном плавнике 24—26 лучей, в хвостовом плавнике 11 ветвистых лучей; в дорсальной боковой линии 122—132 пор, в медиальной — 9—13 пор, в анальной — 64—82 поры; в нижней части первой жаберной дуги — 2—12 жаберных тычинок; общее число позвонков 59—61, из них туловищных 23—28 и хвостовых 32—36. На челюстях до 3—4 рядов зубов.
Ростральный шип сильно редуцирован и имеет кнопковидную форму. Надглазничные гребни (внешние края лобных костей) с ровным (не изрезанным) краем. Вершина нижней челюсти находится на одной вертикали с вершиной верхней челюсти или нижняя челюсть несколько короче верхней. Рот большой, задний край верхней челюсти заходит за вертикаль заднего края зрачка. Глаз большой, диаметр орбиты 18—22 % длины головы. Межглазничное пространство (кожное) широкое (29—31 % длины головы) и плоское. Первый спинной плавник относительно низкий (9—11 % стандартной длины тела) и короткий. Оба спинных плавника хорошо разделены междорсальным пространством. На теле имеются три боковых линии без костных члеников. Брюшные плавники удлинённые, второй луч в них наиболее длинный (24—28 % стандартной длины тела). 
Общая окраска тела и плавников сероватая у неполовозрелых рыб, тёмно-серая у взрослых рыб и угольно-чёрная (брачная) у преднерестовых и нерестующих рыб. На основании грудного плавника имеется серебристо-белое пятно. По бокам тела проходят пять широких черноватых полос, которые становятся практически незаметными в период нереста, сливаясь с общей чёрной окраской тела.

## Распространение и батиметрическое распределение
Ареал глубинной белокровки циркумполярно-антарктический. Известна только из высоких широт Антарктики. Молодь была отмечена на шельфе на глубинах около 500 м, взрослые рыбы постоянно обитают у дна в глубоководной зоне батиального склона на глубинах около 600—2000 м.

## Размеры
Наибольшая известная общая длина самок 50 см, самцов — 40 см. Максимальная длина вида 60 см, ранее указываемая некоторыми авторами, не подтверждается опубликованными и многочисленными неопубликованными данными и, скорее всего, обусловлена ошибочным определением вида, предположительно спутанным с длиннопалой белокровкой (Cryodraco antarcticus), встречающейся на глубинах менее 700—1000 м. 

## Образ жизни
Хищник, питающийся антарктическим крилем и рыбой.
Нерест происходит в летний период Южного полушария, в декабре—феврале. Гонадосоматический индекс (отношение веса гонад к весу тела, в процентах) у зрелых преднерестовых самок достигает 24 %. Диаметр зрелых икринок — около 3,8 мм. Абсолютная плодовитость, посчитанная у самок общей длиной 41—46 см, составляла 3385—5499 икринок.